# Robbah
Robbah (em árabe: رﺑﺎح) é uma cidade e comuna localizada na província de El Oued, Argélia. Segundo o censo de 2008, a população total da cidade era de 21 965 habitantes.